# Жидикайское староство
Жидикайское староство (лит. Židikų seniūnija) — одно из 9 староств Мажейкяйского района, Тельшяйского уезда Литвы. Административный центр — местечко Жидикай.

## География
Расположено на севере Литвы, в Средне-Вянтский низменности, в северо-западной части Мажейкяйского района.
Граничит с Сядским староством на юге, Шяркшненайским — на юго-востоке, Мажейкяйским апилинкским и Рейвичяйским  — на востоке, Илакяйским староством Скуодасского района — на западе, Вайнёдской волостью Вайнёдского края Латвии — на северо-западе, Ниграндской волостью Салдусского края Латвии — на севере, и Эзерской волостью Салдусского края Латвии — на северо-востоке.

## Население
Жидикайское староство включает в себя местечки Жидикай и Пикяляй, а также 36 деревень.